# СП (газета)
«СП» — молдавский региональный новостной еженедельник, издающийся в Бельцах с 1994 года, также новостной портал с 2010 года.

## Общие сведения
«СП» — активный член Ассоциации независимой прессы (API) — общественной организации, объединяющей большинство местных независимых изданий республики.
Неоднократно признавалась лучшим региональным изданием Молдовы (премия «Хрустальное яблоко»). Участник и победитель конкурсов, организованных Независимым центром журналистики (CIJ), API, пресс-центром МВД, UNICEF, ООН и другими национальными и международными организациями.
Журналисты «СП» постоянно проходят стажировки в Польше, Румынии, Бельгии, США. «СП» — организатор всевозможных городских конкурсов, акций, выставочных мероприятий.
Читательская аудитория одного номера — 19 450 человек (данные TNS — международной компании, проводящей маркетинговые исследования). На «СП» подписаны дипломатические представительства иностранных государств в Республике Молдова, а также международные правозащитные организации.
Месячная аудитория сайта более 74 000 человек, 440 000 просмотров (данные Google Analytics).
Свидетельство о регистрации периодического издания № 121033104.

## Печатная версия издания
Печатная версия распространялась в Бельцах и в ряде районных центров севера, а именно в: Рышканах, Глодянах, Фалештах, Сынжерее, Флорештах, Дрокии, Единцах, Дондюшанах, Окнице и Бричанах до декабря 2019 года. С начала 2020 года выпуск бумажной версии был приостановлен, но в 2021 году возобновился.

## Штат сотрудников
Учредители
- Вячеслав Война
- Слава Перунов — издатель
- Лев Шварцман — редактор-консультант

Редакторы
- Главный редактор — Руслан Михалевский
- Заместитель главного редактора — Марина Бзовая
- Начальник отдела журналистики — Наталья Петрусевич